# Aldenhoven
Aldenhoven je grad u Sjevernoj Rajni-Vestfaliji u Njemačkoj. Nalazi se 10 km sjeverno od Dürena.

## Gradske četvrti
- Aldenhoven (s Pützdorfom)
- Dürboslar
- Engelsdorf
- Freialdenhoven
- Niedermerz
- Schleiden
- Siersdorf

## Gradovi prijatelji
|  | - Albert (Somme) (Francuska), od 1981. |